# Pleospora armeriae
Pleospora armeriae är en svampart som först beskrevs av August Karl Joseph Corda, och fick sitt nu gällande namn av Ces. & De Not. 1863. Pleospora armeriae ingår i släktet Pleospora och familjen Pleosporaceae.   Inga underarter finns listade i Catalogue of Life.